# Acts of Union (1707)
Acts of Union var to love, som blev vedtaget af Det engelske parlament og Det skotske parlament i 1707 som afslutning på forhandlingerne om en union mellem kongerigerne England (med Wales) og Skotland. Loven havde to virkninger: Oprettelsen af Kongeriget Storbritannien, og opløsningen af de to parlamenter, som blev erstattet af Det britiske parlament.